# Mont Steele
Pour l’article homonyme, voir Mont Steele (Antarctique).
Le mont Steele est la cinquième plus haute montagne du Canada et le dixième sommet d'Amérique du Nord. Situé dans le Yukon et faisant partie de la chaîne Saint-Élie, il a une hauteur de culminance de 813 mètres par rapport au mont Lucania. Un pic secondaire situé au sud-est du mont Steele s'élève à une altitude de 4 300 mètres.
Il fut nommé en l'honneur de Sam Steele, l'officier de la North West Mounted Police responsable de la force au Yukon pendant la ruée vers l'or du Klondike, en 1897-1899.